# Flota de satélites de DirecTV
La Flota de satélites de DirecTV es un grupo de satélites de comunicaciones localizados en varias órbitas geoestacionarias para el servicio de transmisión satelital DirecTV y el servicio de internet HughesNet (antiguamente conocido como DirectWAY y DirectPC).

Satélites obsoletos destacados en dorado.
| Satélite                                                                                          | Espacio Orbital | Fecha de lanzamiento*   | Vehículo de lanzamiento | Tipo de satélite            |
| ------------------------------------------------------------------------------------------------- | --------------- | ----------------------- | ----------------------- | --------------------------- |
| DirecTV-1                                                                                         | 109.8°W         | 17 de diciembre de 1993 | Ariane 4                | Hughes Electronics HS-601   |
| DirecTV-2                                                                                         | 100.8°W         | 3 de agosto de 1994     | Atlas IIA               | Hughes Electronics HS-601   |
| DirecTV-3                                                                                         | 91.1°W          | 10 de junio de 1995     | Ariane 42-P             | Hughes Electronics HS-601   |
| DirecTV-6                                                                                         | 109.5°W         | 9 de marzo de 1997      | Atlas I                 |                             |
| DirecTV-1R                                                                                        | 72.5°W          | 10 de octubre de 1999   | Zenit-3SL               | Hughes Electronics HS-601HP |
| DirecTV-5                                                                                         | 109.8°W         | 7 de mayo de 2001       | ILS proton SL 12        | Space Systems/Loral LS-1300 |
| DirecTV-4S                                                                                        | 101.2°W         | 27 de noviembre de 2001 | Ariane 4                | Hughes Electronics HS-601HP |
| DirecTV-7S                                                                                        | 119.0°W         | 4 de mayo de 2004       | Zenit-3SL               | Space Systems/Loral LS-1300 |
| SPACEWAY-1                                                                                        | 102.8°W         | 26 de abril de 2005     | Zenit-3SL               | Boeing BSS-702              |
| DirecTV-8                                                                                         | 100.8°W         | 22 de mayo de 2005      | ILS Proton M            | Space Systems/Loral LS-1300 |
| SPACEWAY-2                                                                                        | 99.2°W          | 11 de noviembre de 2005 | Ariane 5 ECA            | Boeing BSS-702              |
| DirecTV-9S                                                                                        | 101.1°W         | 13 de octubre de 2006   | Ariane 5 ECA            | Space Systems/Loral LS-1300 |
| DirecTV-10                                                                                        | 102.8°W         | 7 de julio de 2007      | ILS Proton Breeze M     | Boeing BSS-702              |
| SPACEWAY-3                                                                                        | 94.5°W          | 14 de agosto de 2007    | Ariane 5 ECA            | Boeing BSS-702              |
| DirecTV-11                                                                                        | 99.2°W          | 19 de marzo de 2008     | Zenit-3SL               | Boeing BSS-702              |
| DirecTV-12                                                                                        | 102.8°W         | 28 de diciembre de 2009 | ILS Proton Breeze M     | Boeing BSS-702              |
| DLA-1 es operado por Intelsat (excepto Bolivia, Paraguay, Venezuela, Sky Brasil y Estados Unidos) | 95°W            | 16 de octubre de 2014   | Ariane 5 ECA            | Space Systems/Loral LS-1300 |
| DirecTV-14                                                                                        | 99°W            | 6 de diciembre de 2014  | Ariane 5 ECA            | Space Systems/Loral LS-1300 |
| DLA-2 es operado por Intelsat (excepto Bolivia, Paraguay, Venezuela, Sky Brasil y Estados Unidos) | 95°W            | 9 de junio de 2016      | ILS Proton              | Space Systems/Loral LS-1300 |

1. ↑  El DirecTV-2 terminó su vida útil el 16 de abril de 2007, la FCC aprobó el pedido de DirecTV para desorbitar el satélite, consecuentemente fue quitado del servicio en mayo de 2007.
2. ↑  El DirecTV-3 fue quitado del servicio en octubre de 2002 y fue enviado a una órbita de almacenamiento. Volvió al servicio en 2003 en leasing a Telesat.
3. ↑  El DirecTV-6 salió del servicio el 15 de agosto de 2006 y fue enviado a una órbita cementerio por daños causado por una llamarada solar en abril de 1997.[2]